# Trang phục Thái Lan
Trang phục Thái Lan chia ra làm 2 dạng: trang phục truyền thống bao gồm các loại( trang phục thường ngày và vào các ngày lễ) và trang phục hiện đại. Đặc điểm cơ bản của trang phục truyền thống của người Thái là không may vừa sát người. Thay vì thế chúng được may từ các mảnh vải lụa hay vải bông hẹp được nối, gấp, cuộn thành nhiều loại áo quần đa dạng.

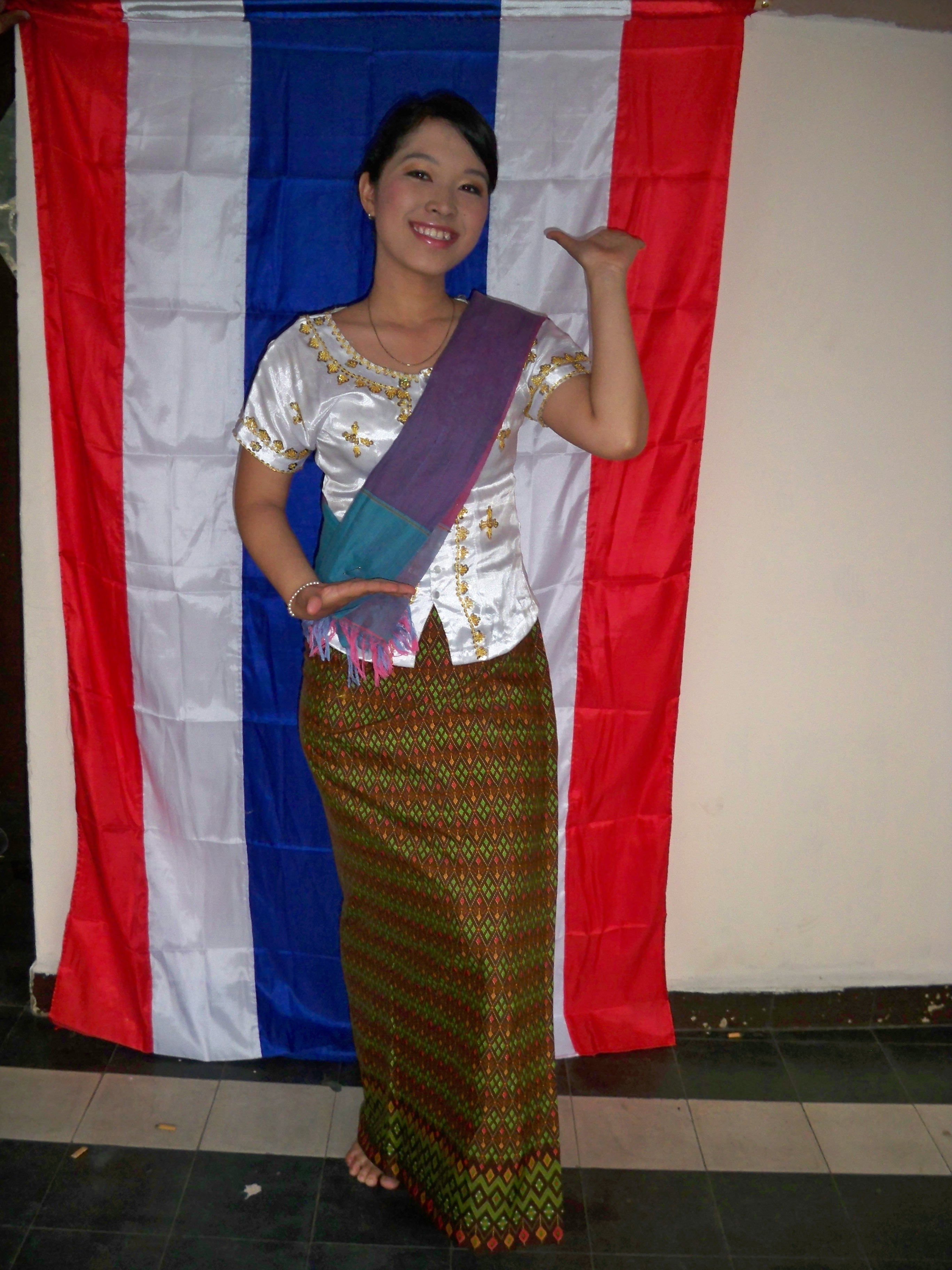
Trang phục nữ Thái Lan

## Trang phục truyền thống

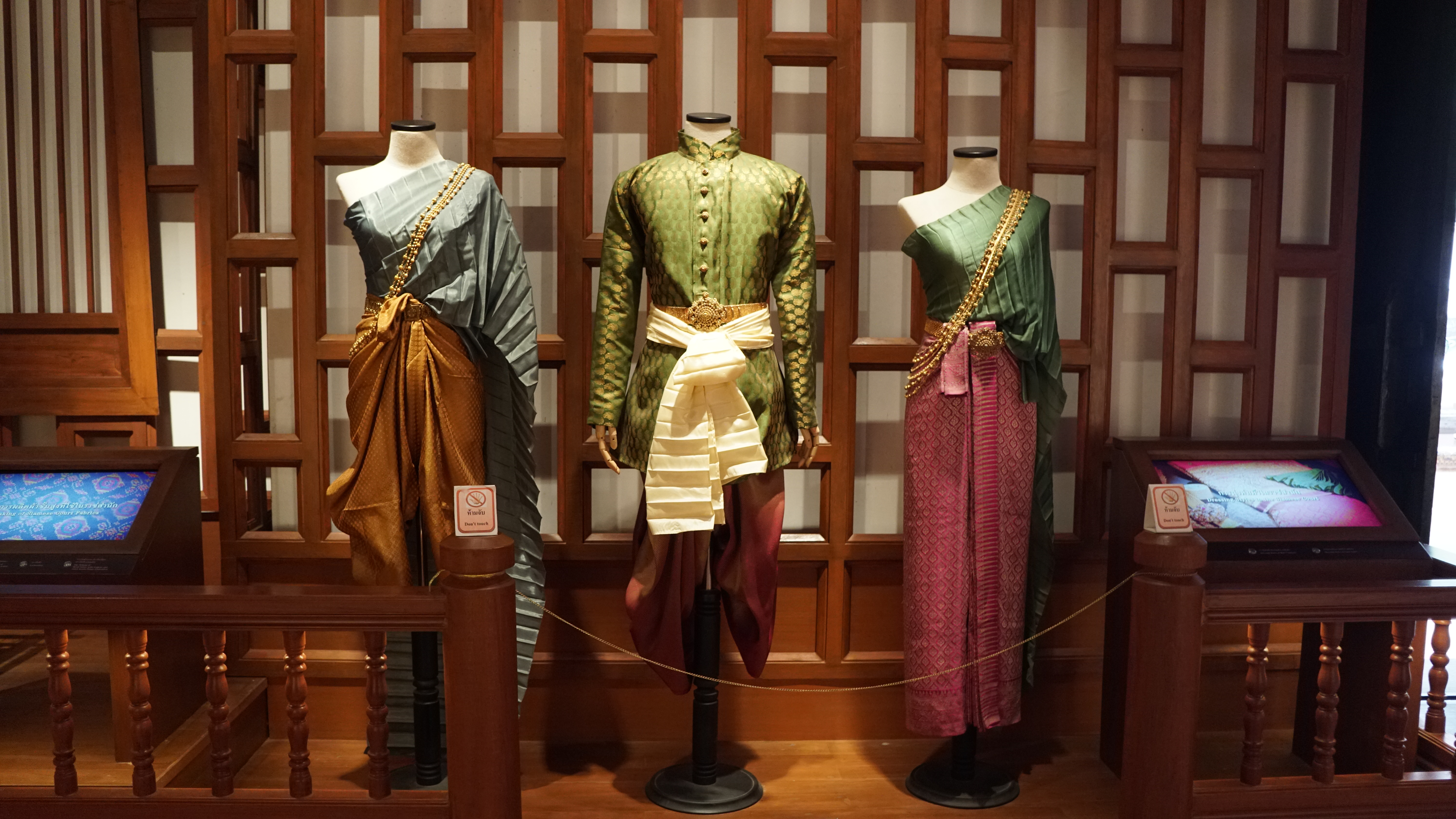
3 bộ trang phục truyền thống của người Thái

Trang phục truyền thống của Thái Lan được gọi là chut thai (tiếng Thái:ชุดไทย), có nghĩa đen là "trang phục Thái". Nó có thể được mặc bởi đàn ông, phụ nữ và trẻ em. Chut thai cho phụ nữ thường bao gồm một pha nung hoặc chong kraben, áo cánh và sabai. Phụ nữ miền Bắc và Đông Bắc có thể mặc váy sinh thay vì pha nung và mặc quần dài với áo cánh hoặc áo cài không cổ suea pat. Chut thai cho nam bao gồm một chiếc kraben hoặc quần chong, áo sơ mi họa tiết Raj, với vớ trắng dài đến đầu gối tùy chọn và một chiếc sabai. Chut thai cho đàn ông miền bắc Thái Lan bao gồm một sado, áo khoác kiểu Manchu màu trắng, và đôi khi là khian hua. Trong những dịp trang trọng, mọi người có thể chọn mặc một trang phục được gọi là quốc phục chính thức của Thái Lan.

### Trang phục nữ

#### Pha nung
Pha nung (tiếng Thái: ผ้านุ่ง, RTGS: pha nung, phát âm [pʰâː nûŋ]) là một sản phẩm may mặc truyền thống được mặc ở Thái Lan. Dải vải dài được quấn quanh eo, vươn xuống dưới đầu gối. Vải đôi khi được truyền qua giữa hai chân và được giấu ở phía sau theo cách gọi là chong kraben. Quần áo thường được kết hợp với một hom hom, một loại vải tương tự được sử dụng để che thân trên.

#### Chong kraben
Chong kraben hoặc Chang kben (tiếng Thái: โจงกระเบน;
phát âm tiếng Thái: [tɕoːŋ.kra.beːn]) là biến thể khác của Chok Kbinh có nguồn gốc từ Campuchia. Nó là một loại vải quấn quanh người thấp hơn giống với sampot Khmer. Sampot là một miếng vải hình chữ nhật dài đeo quanh thân dưới. Chiếc váy truyền thống tương tự như dhoti của Nam Á. Chiếc kraben trông giống với quần hơn váy. Nó là một mảnh vải hình chữ nhật dài ba mét và rộng một mét. Nó được mặc bằng cách quấn quanh thắt lưng, kéo dài ra khỏi cơ thể, xoắn hai đầu lại với nhau sau đó kéo vải xoắn giữa hai chân và nhét nó ở phía sau thắt lưng.

#### Sinh
Sinh (tiếng Lào:, phát âm tiếng Lào: [sȉn]; tiếng Thái: ซิ่น, phát âm tiếng Thái: [sîn]) là trang phục truyền thống được mặc bởi phụ nữ Lào và Thái Lan cùng các sắc tộc Thái ( Tai) khác, đặc biệt là phụ nữ Bắc Thái Lan và đông bắc Thái Lan. Đó là một chiếc váy ống có thể xác định người phụ nữ mặc nó theo nhiều cách khác nhau. Đặc biệt, hoa văn của nó có thể chỉ ra nơi xuất xứ hoặc khu vực của người mặc . Ở Thái Lan ngày nay, sinh thường được mặc trong các sự kiện đặc biệt. Tuy nhiên, ở Lào sinh thường được mặc thường xuyên hơn trong cuộc sống hàng ngày.

#### Sabai
Sabai (tiếng Thái: Tiếng Thái phát âm: [sa.baj]) hoặc pha biang (tiếng Thái: ผ้าเบี่ยง Cách phát âm tiếng Thái: [pʰâː.bìaŋ]) là quần áo giống như khăn choàng, hoặc vải ngực. Sabai có thể được sử dụng bởi phụ nữ hoặc nam giới. Sabai còn được gọi là một mảnh lụa dài, rộng khoảng một feet, rủ theo đường chéo quanh ngực bằng cách che một vai mà phần cuối của nó rơi ra sau lưng. Sabais có thể được đeo quanh ngực trần hoặc trên một tấm vải khác. Tập tục mặc Sabai cùng với vải Victoria là một thói quen phổ biến dưới thời vua Chulalongkorn và kéo dài cho đến thời vua Vajiravudh khi quần áo phương Tây trở nên thời thượng hơn. Việc mặc sabais như trang phục hàng ngày đã bị Plaek Pibulsonggram chính thức cấm trong quá trình cải cách quần áo của Thái Lan.

#### Xửa pạt
Xửa pạt (tiếng Lào: ເສື້ອ Phát âm tiếng Lào: [sɯ̏a.pát], tiếng Bắc Thái: เสื้อ ปั๊ Tiếng Bắc phát âm: [sɯ̋a.pát]) hoặc xửa pai (tiếng Lào: ເສື້ອ ປ້າຍ Tiếng Lào phát âm: [sɯ̏a.pâaj], tiếng Bắc Thái: ป้ ย Phát âm Bắc Thái: [sɯ̋a.pa̋aj]) là một loại áo được mặc bởi phụ nữ từ các dân tộc khác nhau ở Lào và Bắc Thái Lan và các khu vực khác ở Đông Nam Á. Những nhóm dân tộc này thường bao gồm Lào, Lự, Làn Nà (Northern Thai people), Shan (Người Shan),...
Các xửa pạt là một chiếc áo dài tay không có nút. Nó được mặc bằng cách bọc bên phải của vạt trước của áo qua phía bên trái của vạt trước, và hai vạt được gắn với nhau thông qua các chuỗi. Xửa pạt từ Luông Pha Băng, Lào thường có vòng cổ to màu vàng lớn.

### Trang phục nam
Raj pattern (tiếng Thái: ราชปะแตน; tiếng Thái: Rát-cha pà-ten) đề cập đến một bộ trang phục nam Thái Lan bao gồm một chiếc áo khoác kiểu Nehru màu trắng với năm nút, một chiếc kraben chong, tất dài đến đầu gối và giày. Nó được mặc chủ yếu vào cuối thế kỷ 19 và đầu thế kỷ 20 của các quan chức chính phủ và giới thượng lưu ở Bangkok, và ngày nay được sử dụng trong các trường hợp được chọn làm trang phục dân tộc.
Phakhaoma (tiếng Thái: ผ้าขาวม้า; phát âm tiếng Thái: [phá-khảo-ma]) là loại quần đùi truyền thống của nam giới Thái. Họ có thể mặc ngay khi đang làm việc hoặc chuẩn bị tắm bởi tính tiện lợi, dễ vận động.

### Trang phục cung đình Thái

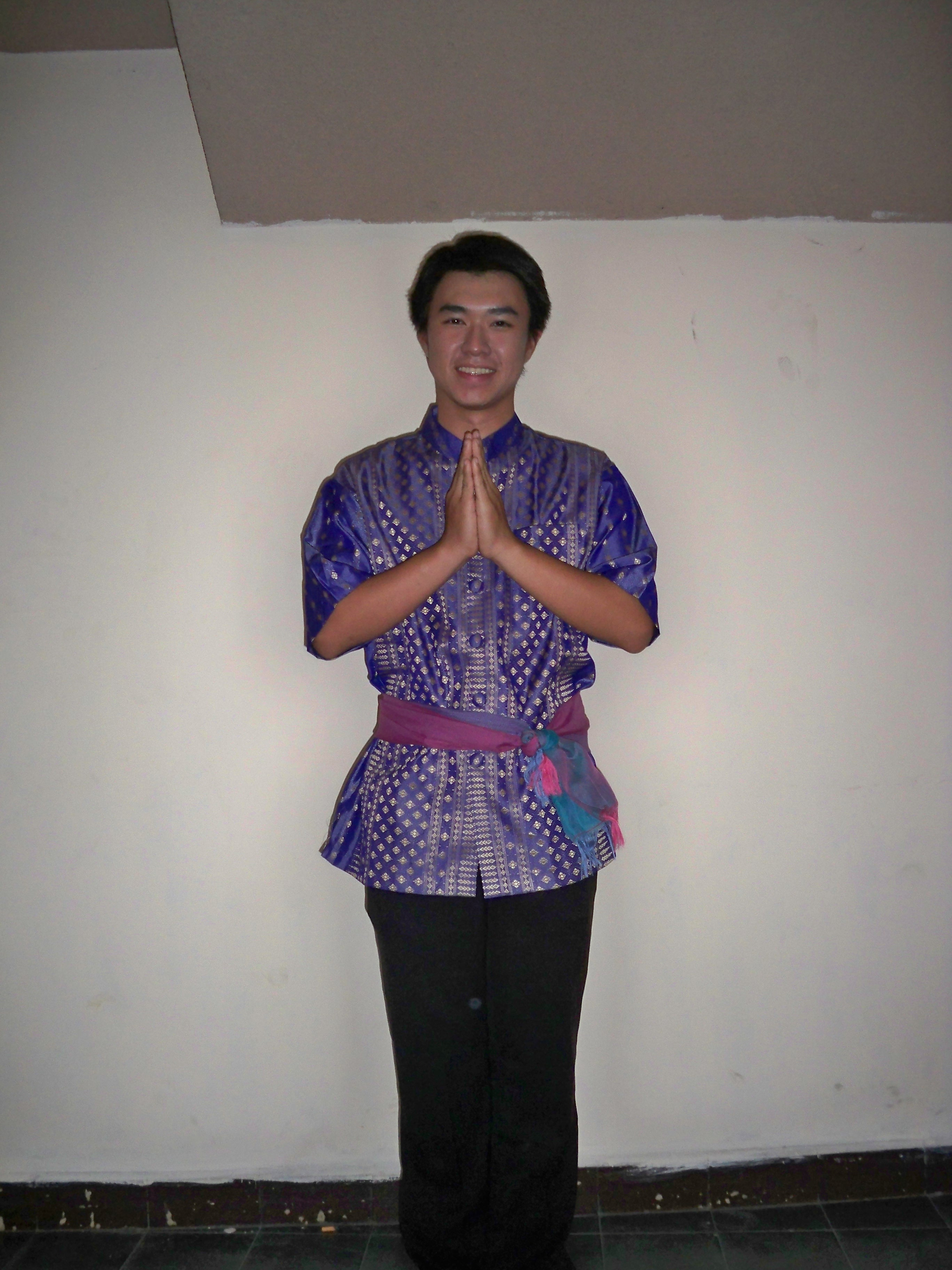
Trang phục nam Thái Lan

Các triều đình Thái ở thế kỷ 19 cổ động cho sự thay đổi trong cách ăn mặc của người Thái, họ thích một vẻ ngoài có dạng Tây Phương hơn. Đàn ông bắt đầu mặc áo sơ mi, và với cả hai phái thì quần áo may sẵn bắt đầu được ưa chuộng hơn.

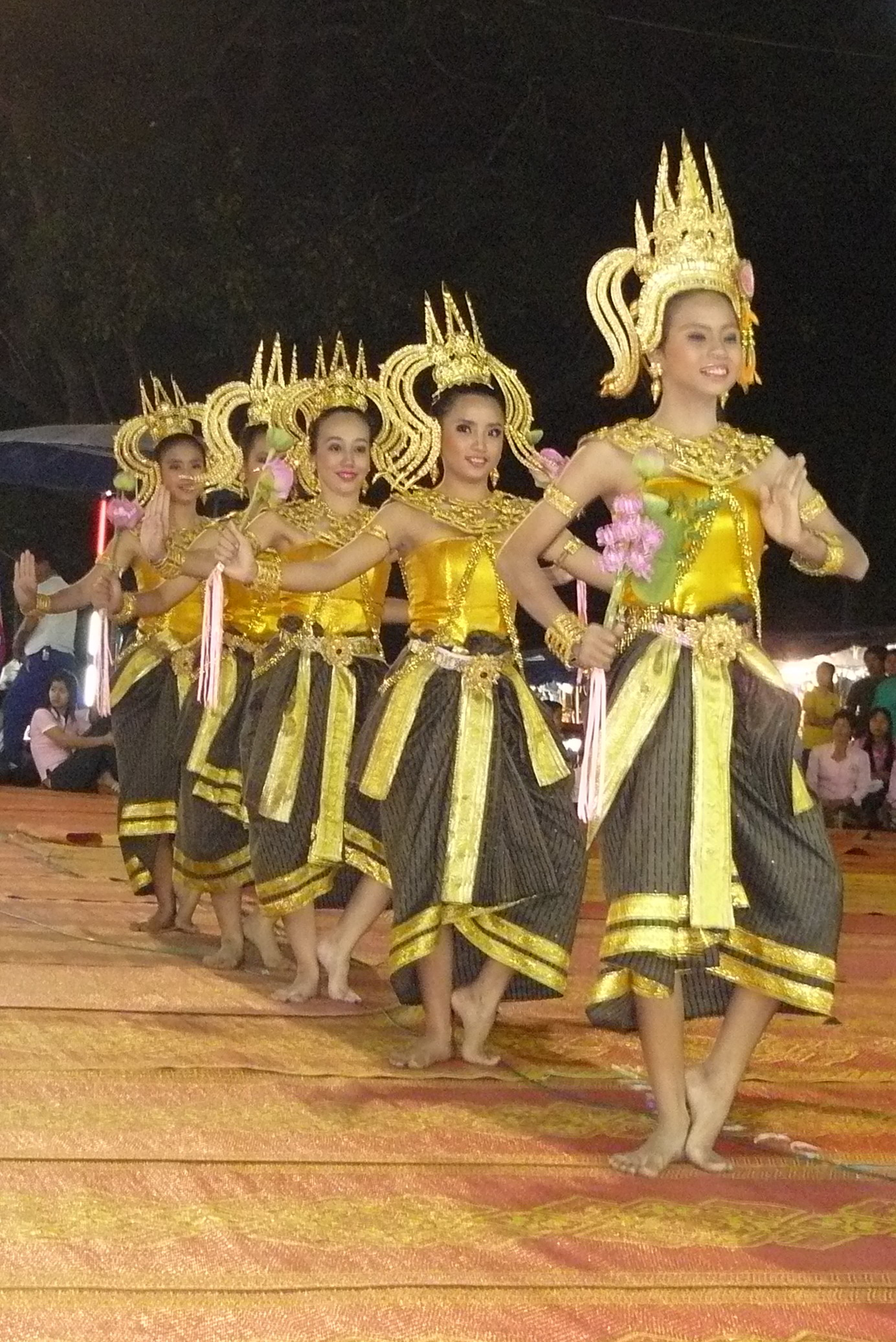
Một trang phục biểu diễn

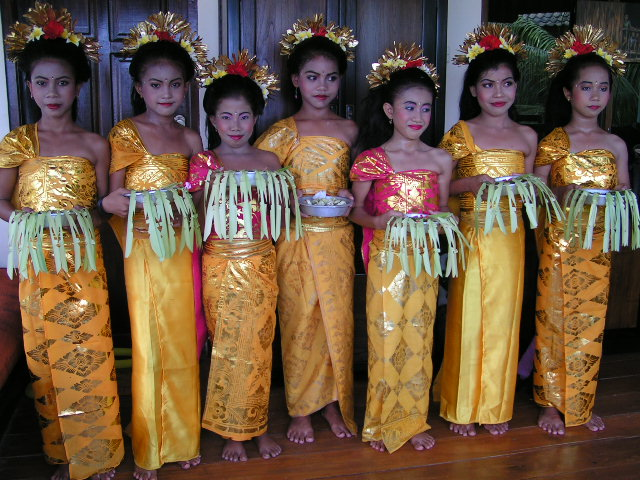
Một kiểu trang phục Thái

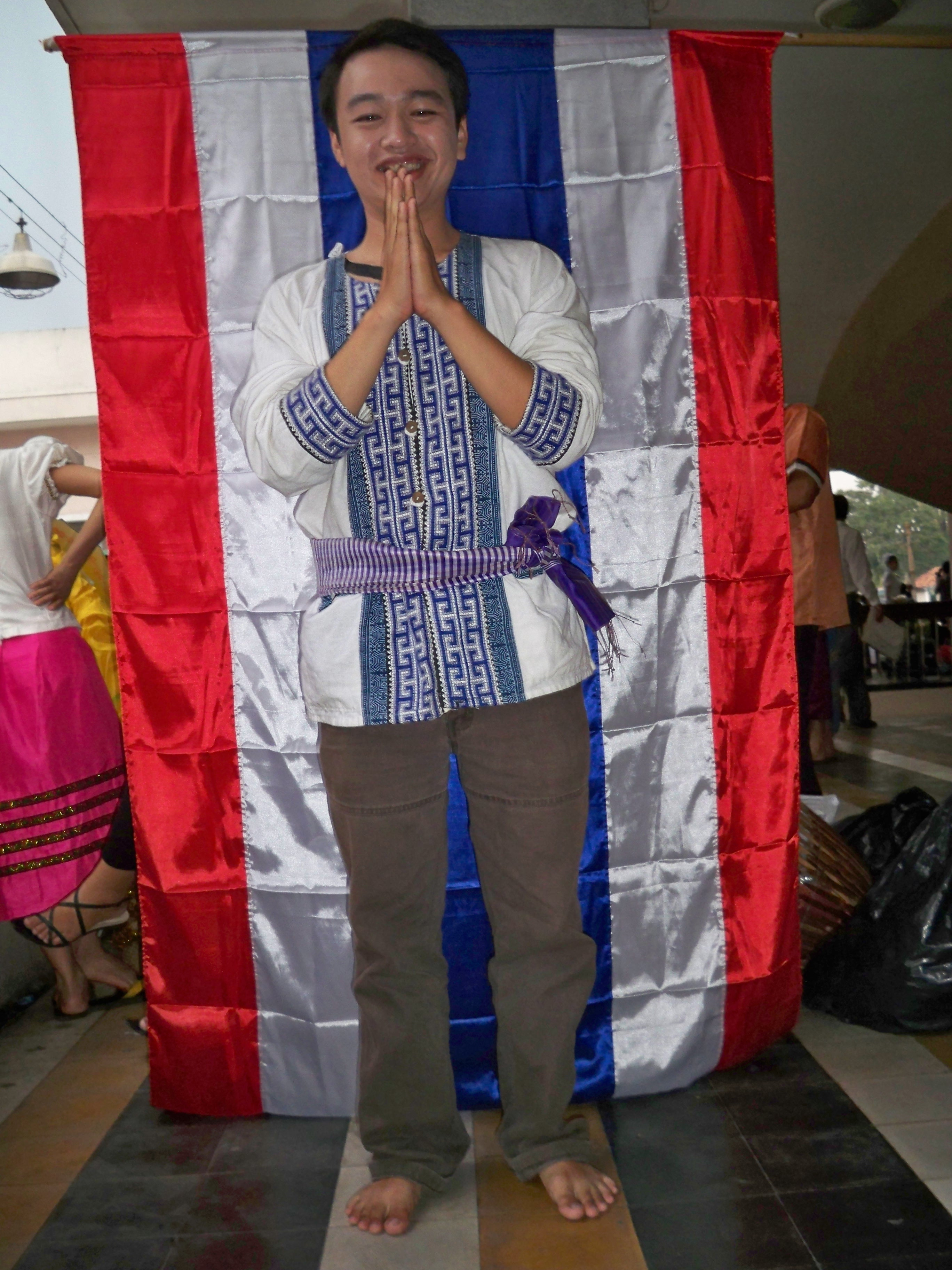
Một kiểu trang phục nam Thái Lan

## Trang phục hiện đại
Sau Thế chiến thứ Hai, chính phủ khuyến khích việc chuyển sang ăn mặc hoàn toàn theo kiểu phương Tây. Giờ đây phasin bị coi như trang phục của người nghèo và những người vùng quê. Người ta chỉ còn mặc nó ở nơi thôn quê hay tại các đám rước trong các ngày lễ hội.